# Dirt Off Your Shoulder/Lying from You
Dirt Off Your Shoulder/Lying from You è un singolo del rapper statunitense Jay-Z e del gruppo musicale statunitense Linkin Park, pubblicato il 23 novembre 2004 come primo estratto dall'EP Collision Course.

## Descrizione
Traccia d'apertura dell'EP, il brano è un mash-up tra Dirt Off Your Shoulder di Jay-Z e Lying from You dei Linkin Park. I brani originari sono rispettivamente presenti in The Black Album e in Meteora, entrambi pubblicati nel 2003.

## Tracce
Testi e musiche di Shawn Carter, Timothy Mosley e dei Linkin Park.
CD promozionale (Stati Uniti)
1. Dirt Off Your Shoulder/Lying from You – 4:04
2. Points of Authority/99 Problems/One Step Closer – 4:57

Download digitale
1. Dirt Off Your Shoulder/Lying from You (Explicit) – 4:04
2. Dirt Off Your Shoulder/Lying from You (Clean) – 4:04

## Formazione
Hanno partecipato alle registrazioni, secondo le note di copertina di Collision Course:
- Jay-Z – voce
- Linkin Park
  - Chester Bennington – voce
  - Rob Bourdon – batteria
  - Brad Delson – chitarra, arrangiamento
  - Joseph Hahn – giradischi, campionatore
  - Phoenix – basso
  - Mike Shinoda – voce, beat, pianoforte, arrangiamento

Produzione
- Mike Shinoda – produzione, missaggio, ingegneria del suono
- John Ewing – ingegneria del suono
- Mark Kiczula – ingegneria del suono
- Brian "Big Bass" Gardner – mastering

## Classifiche
| Classifica (2012)             | Posizione massima |
| ----------------------------- | ----------------- |
| Regno Unito (hip hop and R&B) | 39                |